# Críticas a Irán Internacional
Iran International es un canal de televisión en idioma persa que se publica desde Londres . Según los medios, esta red cuenta con el apoyo directo de Arabia Saudita . Se han criticado varias cuestiones sobre esta red. Independencia editorial, dependencia de la corte saudita, publicación de noticias falsas, acusaciones legales, presión a los empleados, separatismo y violación de la misión periodística son algunas de las acusaciones y cuestiones relacionadas con esta red. En el gobierno de Irán, esta red y sus asociados son definidos como terroristas .

## Críticos
En octubre de 2018, The Guardian publicó un informe en el que se mencionaban las contribuciones financieras del príncipe saudí Bin Salman a la Red Internacional de Irán. The Guardian también entrevistó a uno de los empleados anónimos de esta red y habló sobre la influencia de los inversores en el contenido editorial de este medio. The Guardian informó que Iran International recibió $ 250 millones de Arabia Saudita para lanzar el canal. En este sentido, el Wall Street Journal ha informado que "los periodistas de Iran International han protestado porque la administración está avanzando en una línea pro-saudita y anti- república islámica de Irán ". La agencia de noticias también citó a un ex periodista de este medio diciendo que durante su tiempo allí se llevó a cabo "una presión sistemática y muy continua". Hasta el momento, esta red no ha negado haber recibido dinero de Arabia Saudita. 
Tras el ataque al desfile de las fuerzas militares iraníes en Ahvaz, provincia de Juzestán, este canal emitió una entrevista con Yaqub Hor Altostri como vocero de este grupo, quien indirectamente asumió la responsabilidad de este ataque y lo calificó de “resistencia contra objetivos legítimos”. Como resultado de este ataque, 25 soldados y civiles murieron. En 2018, el embajador de Irán en el Reino Unido presentó una queja ante Ofcom, el organismo de control de los medios, por esta entrevista. Después de una larga investigación, Ofcom anunció que Iran International no había infringido ninguna ley.
El 15 de julio de 2020, se informó que Lord John Handy, miembro del Partido Laborista Británico, había presentado una denuncia ante la Organización Internacional del Trabajo (OIT) contra Irán Internacional.

## Declarada como entidad terrorista
El Ministerio de Información de la República Islámica de Irán califica a los empleados de Iran International como "enemigos del Estado" y escribió en su sitio web que aquellos que "sirvan a los extranjeros" y "traicionen al país" serán castigados. Más tarde, el 9 de noviembre de 2022, en medio de las protestas de Aban 1401 en Irán, el ministro de Información de Irán, Ismail Khatib, anunció que Irán International había sido declarada organización terrorista por la República Islámica de Irán por incitar disturbios antigubernamentales. Cualquier cooperación con este canal será considerada como una cooperación con terroristas y una amenaza a la seguridad nacional. Esto se hizo para limitar la cooperación con esta red.  Khatib también ha afirmado que los servicios estadounidenses han vinculado a grupos terroristas con la red internacional para avanzar en sus objetivos.  Mehr, citando las relaciones públicas de Hamze Seyyed al-Shohda, informó que el jefe de la principal red relacionada con la red Irán Internacional fue arrestado en la ciudad de Khoy.  Este detenido se encontraba en proceso de elaboración de un informe sobre las protestas en esta ciudad.  Elham Afkari también ha sido arrestado por presuntamente cooperar con esta red.  Fue después de este arresto que los funcionarios de International Network negaron tener empleados o representantes en Irán.  Un ciudadano iraní-británico también ha sido arrestado en Isfahan por presuntamente cooperar con esta red. 
Las autoridades iraníes han anunciado la presentación de una demanda contra esta red  También el 19 de octubre de 2022, el Ministerio de Relaciones Exteriores de Irán incluyó en la lista negra a 16 instituciones, incluida la Agencia Internacional de Noticias, en un comunicado. Estas 16 organizaciones han sido sancionadas por cometer actos de violencia contra Irán y actos terroristas. Estas sanciones incluyen la prohibición de emitir visas y la confiscación de cualquier propiedad y activos. 
Un empleado de la red le dijo a The Guardian que le mintieron que no se inyectará ni un solo rial saudí en la red. Si hubiera sabido la verdad desde el principio, no se habría unido a la red. Según uno de los exempleados de la cadena, los empleados de la cadena están atrapados en un dilema: “Se acaban de dar cuenta de que no les dijeron la verdad, que no sabían que sus salarios en realidad los pagaban los saudíes . Pero al mismo tiempo, no pueden renunciar o dejar sus trabajos inmediatamente, porque tienen que pagar una compensación basada en sus contratos. Algunos de ellos necesitan visas patrocinadas por el empleador para seguir viviendo en Londres".  En respuesta a los escritos de The Guardian, la red negó "cualquier reclamo de solicitud de reembolso de gastos de viaje u otros gastos de sus empleados" y consideró que los salarios pagados a sus empleados estaban en línea con los estándares del mercado laboral. 
En una investigación, la agencia de noticias Fars afirmó que International había difundido muchas noticias falsas sobre los acontecimientos de las protestas de noviembre de 1401 en Irán. Las noticias falsas en este análisis incluyen noticias falsas, noticias distorsionadas, inversión y exageración, censura de noticias y reducción de eventos. En base a esto, el 53% de las noticias publicadas por Internacional en este periodo de tiempo han sido calificadas como mentiras.  Por otro lado, esta red afirma que cubre las noticias de manera imparcial, precisa y sin censura. 
- Según el informe de Mehr, el ex editor de Iran International y Voice of America estaba programado para hablar en el programa "Green, White, Red" desde detrás de la cortina de estas dos redes.
- Según el análisis de la agencia de noticias ISNA, probablemente una de las condiciones previas para las negociaciones entre Irán y Arabia Saudita sea determinar el papel de la red Iran International atribuida al gobierno saudita.  La agencia de noticias Los Angeles Times también ha informado sobre el impacto del apoyo de Arabia Saudí a la Red Internacional en las negociaciones entre Irán y Arabia Saudí.
- En septiembre de 2022, el Ministerio de Relaciones Exteriores de la República Islámica de Irán convocó al embajador británico en Irán para expresar sus objeciones al "comportamiento hostil" de los medios de comunicación en idioma persa en Londres, incluido Iran International.
- Algunos medios han informado de amenazas contra varios empleados de esta red desde Irán.    El sitio de noticias pressgazette afirmó que los periodistas de Irán International enfrentaron la cancelación de visas por parte de Catar durante la Copa del Mundo de 2022 en Catar, que se debió a que Irán los consideraba terroristas. El vocero del gobierno de Catar guardó silencio al respecto y aseguró que los periodistas de esta red no realizaron ninguna acción para obtener visas para participar en la Copa del Mundo. Según los documentos disponibles, parece que esta afirmación no se ajusta a la verdad y las visas de al menos dos empleados de esta red han sido canceladas. Al respecto, dos periodistas de esta red han hablado de cancelar sus visas luego de obtenerlas, y la visa de otro periodista ha quedado suspendida luego de registrarse. Iran International Network acusó al gobierno de Catar de cancelar estas visas bajo la presión de Irán.